# Jemna
Jemna o Djemna (àrab: جمنة, Jamna) és una ciutat del sud-oest de Tunísia, a la regió de Nefzaoua, situada al sud Kébili et al nord de Douz. Pertany a la governació de Kébili i constitueix una municipalitat amb 7.194 habitants, segons el cens de 2014.

## Economia
La seva economia és principalment agrícola, centrada en l'aprofitament del seu palmerar.

## Administració
És el centre de la municipalitat o baladiyya homònima, amb codi geogràfic 63 12 (ISO 3166-2:TN-12).
Al mateix temps, es divideix en dos sectors o imades, Jemna Nord (63 51 53) i Jemna Sud (63 51 54), que formen part de la delegació o mutamadiyya de Kébili Sud (63 51).